# VfR 1897 Breslau
Der VfR 1897 Breslau (vollständiger Name Verein für Rasenspiele 1897 Breslau) war ein Fußballverein aus Breslau. Sein ursprünglicher Name war SV Blitz Breslau.

## Geschichte

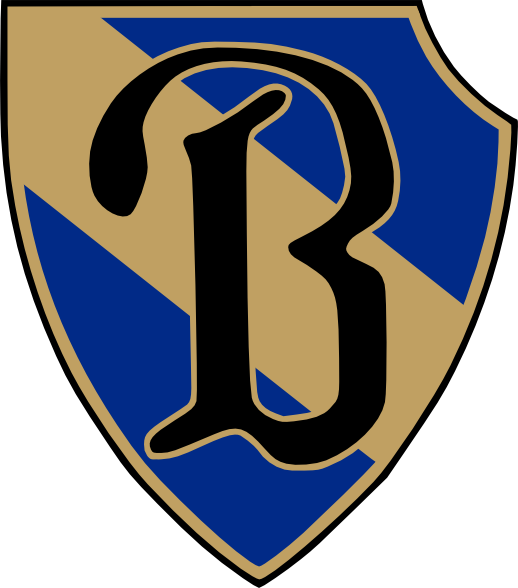
Logo des SV Blitz 1897 Breslau.

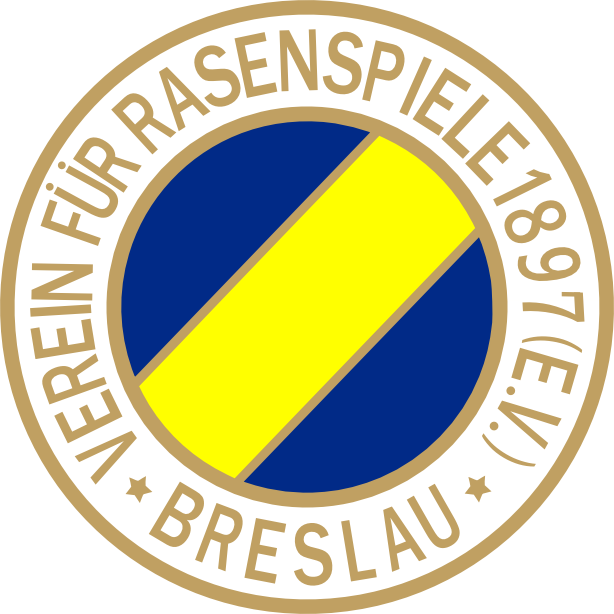
Altes Logo des VfR 1897 Breslau.

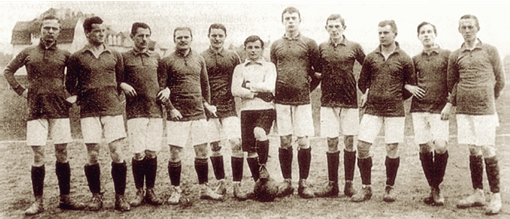
Fußballmannschaft des VfR 1897 Breslau, die im Jahr 1910 südostdeutscher Meister wurde.

Der SV Blitz Breslau wurde am 1. April 1897 von ehemaligen Mitgliedern des Radsportvereins Blitz Breslau gegründet. 1900 gehörte der Verein zu den 86 Gründungsmitgliedern des Deutschen Fußball-Bundes. Am 26. August 1901 spaltete sich der SC Schlesien Breslau ab.
Seit 1903 gehörte der SV Blitz dem Verband Breslauer Ballspiel-Vereine und seit 1906 dem Südostdeutschen Fußball-Verband an. Am 2. Mai 1907 wurde der Klub in Verein für Rasenspiel 1897 Breslau umbenannt.
Der VfR Breslau gewann 1908, 1909 und 1910 die Breslauer Stadtmeisterschaft. 1908 und 1910 konnte er zusätzlich Südostdeutscher Meister werden. 1908 traf der Verein im Viertelfinale der Deutschen Meisterschaft auf Wacker Leipzig und unterlag mit 1:3. 1910 unterlag der Verein im Viertelfinale der Deutschen Meisterschaft dem Berliner Vertreter Tasmania Rixdorf mit 1:2. Weitere größere sportliche Erfolge blieben in der Folgezeit aus.
1934 wurde der VfR Breslau mit dem SC Schlesien zum VfR Schlesien 1897 Breslau zusammengeschlossen, der wiederum 1945 erlosch.

## Spielstätte
Als Spielstätte des VfR Breslau ist der Platz an der Kürassierstraße überliefert. Dieser Sportplatz existierte bis in die 2000er Jahre und ist heute überbaut.

## Erfolge
- 2 × Teilnahme an der Endrunde um die deutsche Meisterschaft: 1908, 1910
- 2 × Südostdeutscher Meister: 1908, 1910
- 3 × Breslauer Meister: 1908, 1909, 1910